# Cantón de Varilhes
El cantón de Varilhes era una división administrativa francesa, que estaba situada en el departamento de Ariège y la región de Mediodía-Pirineos.

## Composición
El cantón estaba formado por dieciocho comunas:
- Artix
- Calzan
- Cazaux
- Coussa
- Crampagna
- Dalou
- Gudas
- Loubens
- Malléon
- Montégut-Plantaurel
- Rieux-de-Pelleport
- Saint-Bauzeil
- Saint-Félix-de-Rieutord
- Ségura
- Varilhes
- Ventenac
- Verniolle
- Vira

## Supresión del cantón de Varilhes
En aplicación del Decreto n.º 2014-174 de 18 de febrero de 2014, el cantón de Varilhes fue suprimido el 22 de marzo de 2015 y sus 18 comunas pasaron a formar parte, quince del nuevo cantón de Valle de Ariège y tres del nuevo cantón de Pamiers-1.